# Martín Cicotello
Martín Leonel Cicotello (Santa Fe, 14 de mayo de 1981) es un exfutbolista y entrenador de fútbol argentino. Actualmente está sin club.

## Trayectoria

### Como jugador
Nacido en Santa Fe, fue al colegio de la Inmaculada Concepción, donde compartió aulas con Juan Manuel Pagani y Emiliano Giupponi, quienes lo inspiraron con su conocimiento del futbol. Realizó las divisiones inferiores en Unión (SF), de su ciudad natal. Debido a que contaba con el pasaporte italiano, se trasladó a ese país en el año 2002, para incorporarse al Sporting Genzano, de la Eccellenza Basilicata.
A excepción de una temporada en la Serie D con el Lavello, defendió las camisetas de equipos de la Eccellenza durante su carrera, entre ellos Altamura, Città di Fasano, Lanciano, L'Aquila, Fermana, Mosciano, Turris y Correggese 1948, donde se retiró a fines de la temporada 2011-12.

### Como entrenador
Tras retirarse en 2013, regresó a su país natal y se incorporó al Deportivo Español como entrenador de las divisiones inferiores. Dejó ese club al año siguiente para trabajar como asistente del entrenador en San Jorge (T), y luego se mudó a Corea del Sur para entrenar al Sancheong High School, una selección de jugadores de un colegio.
En 2015, de vuelta en la Argentina, fue asistente en Central Norte (S), para en 2016 pasar a dirigir las inferiores de San Telmo. En septiembre de ese año, fue nombrado entrenador asistente de José Santos Romero, en All Boys, quedando a cargo del equipo de Reserva.
Dejó All Boys en mayo de 2017, para unirse como entrenador asistente al cuerpo técnico de Christian Lovrincevich en el Juan Aurich de Perú, dejando en noviembre su cargo para transformarse en el coordinador de las divisiones inferiores de Unión (SF).
Salió de ese club el 28 de mayo de 2018, para ser uno de los asistentes del Frank Darío Kudelka en la Universidad de Chile de la Primera División chilena. Continuó trabajando en los cuerpos técnicos de Kudelka en lsu paso por Newell's Old Boys y Huracán, actuando también como entrenador alterno durante abril de 2021, luego de que aquel contrajo COVID-19.
El 24 de noviembre de 2022, fue nombrado como entrenador de la Reserva de Defensa y Justicia. Sin pausa, el 2 de enero de 2023 asumió como ayudante de Carlos Ruiz en Arsenal.
El 17 de mayo de 2023, llegó a Unión La Calera, de la Primera División de Chile, en reemplazo de Gerardo Ameli, en lo que fue su primera experiencia como entrenador principal de un equipo profesional. Tras el fin de la temporada, fue despedido.
El 29 de febrero de 2024, fue oficializado como entrenador de Independiente Rivadavia, de la Primera División de ArgentinaEn agosto del mismo año, presentó su renuncia al cargo después de una serie de malos resultados.
En diciembre de 2024, asumió al frente del Montevideo City Torque de cara a la temporada 2025. En julio de 2025, fue relevado de sus funciones tras una serie de malos resultados en el torneo local.

## Clubes

### Como jugador
| Club             | País   | Año       |
| ---------------- | ------ | --------- |
| Sporting Genzano | Italia | 2002-2004 |
| Lavello          | Italia | 2004-2005 |
| Altamura         | Italia | 2005-2006 |
| Città di Fasano  | Italia | 2006-2007 |
| Lanciano         | Italia | 2007-2008 |
| L'Aquila         | Italia | 2008-2009 |
| Fermana          | Italia | 2009-2010 |
| Mosciano         | Italia | 2010      |
| Turris           | Italia | 2011      |
| Correggese 1948  | Italia | 2011-2012 |

### Como entrenador
| Equipo                            | Div.                | Temporada           | Liga | Liga | Liga | Liga | Liga |    | Copa | Copa | Copa | Copa |   | Internacional | Internacional | Internacional | Internacional | Internacional |   | Otros | Otros | Otros | Otros |    | Totales     | Totales | Totales | Totales | Totales | Totales | Totales | Totales | Totales |
| Equipo                            | Div.                | Temporada           | PD   | G    | E    | P    | Pos. | PD | G    | E    | P    | PD   | G | E             | P             | Pos.          | PD            | G             | E | P     | PD    | G     | E     | P  | Rendimiento | GF      | GC      | Dif.    | Ptos.   |         |         |         |         |
| --------------------------------- | ------------------- | ------------------- | ---- | ---- | ---- | ---- | ---- | -- | ---- | ---- | ---- | ---- | - | ------------- | ------------- | ------------- | ------------- | ------------- | - | ----- | ----- | ----- | ----- | -- | ----------- | ------- | ------- | ------- | ------- | ------- | ------- | ------- | ------- |
| Unión La Calera · Chile           | 1.ª                 | 2023                | 16   | 7    | 4    | 5    | 8.º  | 1  | 0    | 0    | 1    | -    | - | -             | -             | -             | -             | -             | - | -     | 17    | 7     | 4     | 6  | 49.02%      | 26      | 28      | -2      | 25      |         |         |         |         |
| Unión La Calera · Chile           | Total               | Total               | 16   | 7    | 4    | 5    | -    | 1  | 0    | 0    | 1    | -    | - | -             | -             | -             | -             | -             | - | -     | 17    | 7     | 4     | 6  | 49.02%      | 26      | 28      | -2      | 25      |         |         |         |         |
| Independiente Rivadavia Argentina | 1.ª                 | 2024                | 12   | 4    | 3    | 5    | Inc. | 8  | 1    | 2    | 5    | -    | - | -             | -             | -             | -             | -             | - | -     | 20    | 5     | 5     | 10 | 33.33%      | 16      | 22      | -6      | 20      |         |         |         |         |
| Independiente Rivadavia Argentina | Total               | Total               | 12   | 4    | 3    | 5    | -    | 8  | 1    | 2    | 5    | -    | - | -             | -             | -             | -             | -             | - | -     | 20    | 5     | 5     | 10 | 33.33%      | 16      | 22      | -6      | 20      |         |         |         |         |
| Montevideo City Torque · Uruguay  | 1.ª                 | 2025                | 22   | 5    | 7    | 10   | Inc. | -  | -    | -    | -    | -    | - | -             | -             | -             | -             | -             | - | -     | 22    | 5     | 7     | 10 | 33.34%      | 26      | 34      | -8      | 22      |         |         |         |         |
| Montevideo City Torque · Uruguay  | Total               | Total               | 22   | 5    | 7    | 10   | -    | -  | -    | -    | -    | -    | - | -             | -             | -             | -             | -             | - | -     | 22    | 5     | 7     | 10 | 33.34%      | 26      | 34      | -8      | 22      |         |         |         |         |
| Total en su carrera               | Total en su carrera | Total en su carrera | 50   | 16   | 14   | 20   | -    | 9  | 1    | 2    | 6    | -    | - | -             | -             | -             | -             | -             | - | -     | 59    | 17    | 16    | 26 | 37.85%      | 68      | 84      | -16     | 67      |         |         |         |         |
| 1.                                |                     |                     |      |      |      |      |      |    |      |      |      |      |   |               |               |               |               |               |   |       |       |       |       |    |             |         |         |         |         |         |         |         |         |

#### Resumen estadístico
| Competición                   | Partidos | Ganados | Empatados | Perdidos | %      |
| ----------------------------- | -------- | ------- | --------- | -------- | ------ |
| Primera División de Chile     | 16       | 7       | 4         | 5        | 52.08% |
| Copa Chile                    | 1        | 0       | 0         | 1        | 0%     |
| Primera División de Argentina | 12       | 4       | 3         | 5        | 41.66% |
| Copa Argentina                | 2        | 1       | 0         | 1        | 50%    |
| Copa de la Liga Profesional   | 6        | 0       | 2         | 4        | 11.11% |
| Primera División de Uruguay   | 22       | 5       | 7         | 10       | 33.34% |
| TOTAL                         | 59       | 17      | 16        | 26       | 37.85% |